# 维泽梅省级委员会
维泽梅省级委员会于1917年3月13日在俄罗斯帝国二月革命后在利沃尼亚成立。起初，它支持拉脱维亚统一与拉脱维亚民族自决，但到1917年末，维泽梅省级委员会受布尔什维克愈来愈多的影响，最终于1918年1月2日解散。其权力移交布尔什维克的士兵委员会。
1917年3月12至13日，利沃尼亚省代表大会在瓦尔米亚召开。1917年3月30日，俄罗斯临时政府将利沃尼亚的爱沙尼亚人居住区并入爱沙尼亚自治省。与此同时，里加被工人委员会控制。为了绕过亲自由派的临时土地委员会，布尔什维克4月成立并组织了第一次贫农维泽梅大会。维泽梅省级委员会与布尔什维克经谈判后，双方同意于1917年4月23日将两个委员会合并，新合并的委员会由左派主导。
1917年7月，维泽梅省级委员会召开自治大会，会上宣布，拉脱维亚民族同其他民族一样，都有民族自决权利。在8月20日的选举中，社会民主党赢得24个议会议席，拉脱维亚农民联盟赢得了15个议席，拉脱维亚革命社会主义党赢得了一个议席。10月10日，农民联盟退出自治议会。1918年1月2日维泽梅省级委员会解散，并将所有权力移交亲布尔什维克的士兵委员会。